# Nadder
Nadder (ang. River Nadder) – rzeka w południowej Anglii, w hrabstwie Wiltshire, dopływ rzeki Avon. Długość rzeki wynosi 35 km.
Źródło rzeki znajduje się w pobliżu wsi Ludwell, na wysokości około 130 m n.p.m. Rzeka płynie w kierunku północno-wschodnim i wschodnim, w środkowym biegu dnem doliny Vale of Wardour. Nad rzeką położone są miejscowości Donhead St Mary, Donhead St Andrew, Tisbury, Dinton, Barford St Martin i Wilton. Za tą ostatnią do Nadder uchodzi jej główny dopływ – rzeka Wylye. Ujście rzeki Nadder, do Avon, znajduje się kilka kilometrów dalej, w centrum miasta Salisbury, na wysokości około 45 m n.p.m.